# She Talks to Angels
She Talks to Angels è un singolo discografico del gruppo musicale statunitense The Black Crowes, pubblicato nel 1991 ed estratto dall'album Shake Your Money Maker.

## Tracce
Testi e musiche di Chris Robinson e Rich Robinson.
- 7"/Cassetta (USA)

A. She Talks to Angels (album version) – 5:30
B. She Talks to Angels (live video version) – 6:10
- Maxi CD (Europa)

1. She Talks to Angels – 5:30
2. Could I Have Been So Blind (live) – 3:42
3. Jealous Again (acoustic) – 4:43